# 국민투표 (영화)
"국민투표"는 한국에서 제작된 최인규 감독의 1948년 다큐멘터리 영화이다. 최지애 등이 주연으로 출연하였다.

## 출연

### 주연
- 최지애
- 박일룡
- 권일청
- 전택이

## 기타
- 조명: 성완섭
- 녹음: 양주남